# Мальтиньяно
Мальтиньяно (итал. Maltignano) — коммуна в Италии, располагается в регионе Марке, в провинции Асколи-Пичено.
Население составляет 2526 человек (2008 г.), плотность населения составляет 306 чел./км². Занимает площадь 8 км². Почтовый индекс — 63040. Телефонный код — 0736.
Покровителем коммуны почитается святой Кристанциан (San Cristanziano), празднование 13 мая.

## Демография
Динамика населения:

## Администрация коммуны
- Официальный сайт: http://www.comune.maltignano.ap.it/